# Pardosa caucasica
Pardosa caucasica este o specie de păianjeni din genul Pardosa, familia Lycosidae, descrisă de Ovtsharenko, 1979. Conform Catalogue of Life specia Pardosa caucasica nu are subspecii cunoscute.